# 浅草

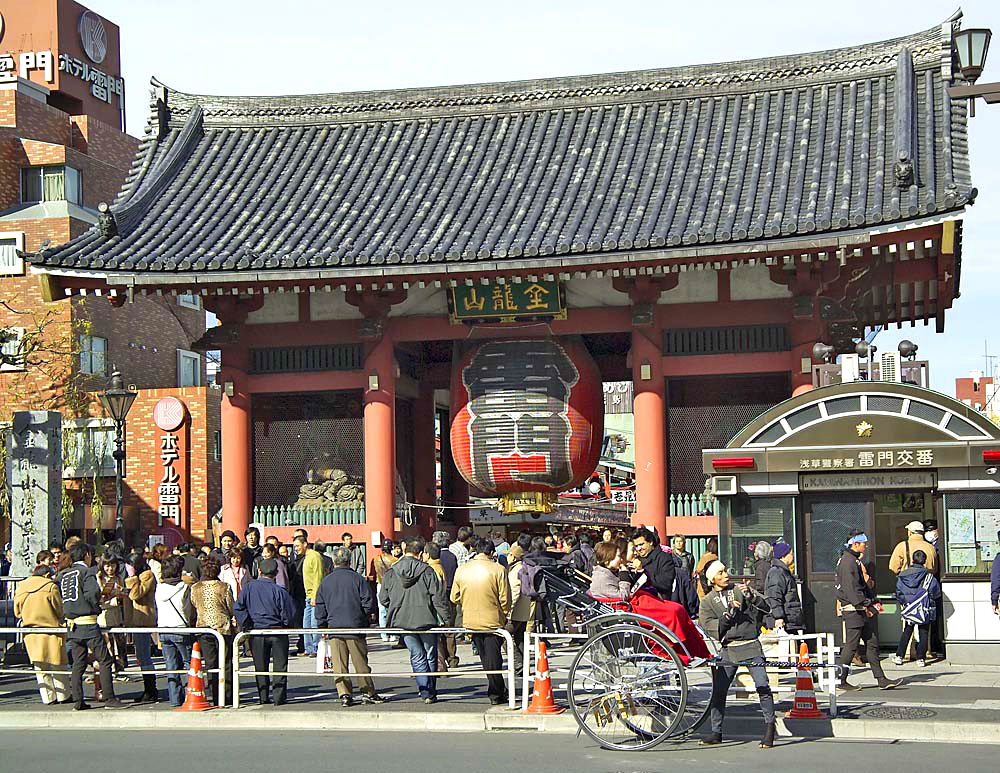
淺草寺雷門

淺草（日语：／ Asakusa */?）是位於日本东京都台东区的一个地名，也是以淺草寺为中心的周边繁华街区总称。1947年東京都實行行政區整併前，曾以淺草為中心設置淺草區。
淺草也是台東區的町名，下設淺草一丁目至七丁目。2013年8月1日為止的人口為17,440人。

## 地理
江戶時代以前，這裡是江戶最繁榮的繁華街。關東大地震時，虽有穩固的淺草台地保護而未在震灾本身中遭受严重破坏，但震後引起的火災焚烧使東京市決定拓寬此地道路，進行新都市化。二戰時滿目瘡痍，但戰後復甦快速。高度經濟成長期以來，山手線沿線的池袋、新宿、澀谷等地快速發展，東京都制定七大副都心計畫，與上野組成上野、淺草副都心。現在吸引大批民眾來此感受江戶下町風情。
周圍有廚房烹飪相關用品為主的合羽橋道具街等商店街。

### 地標

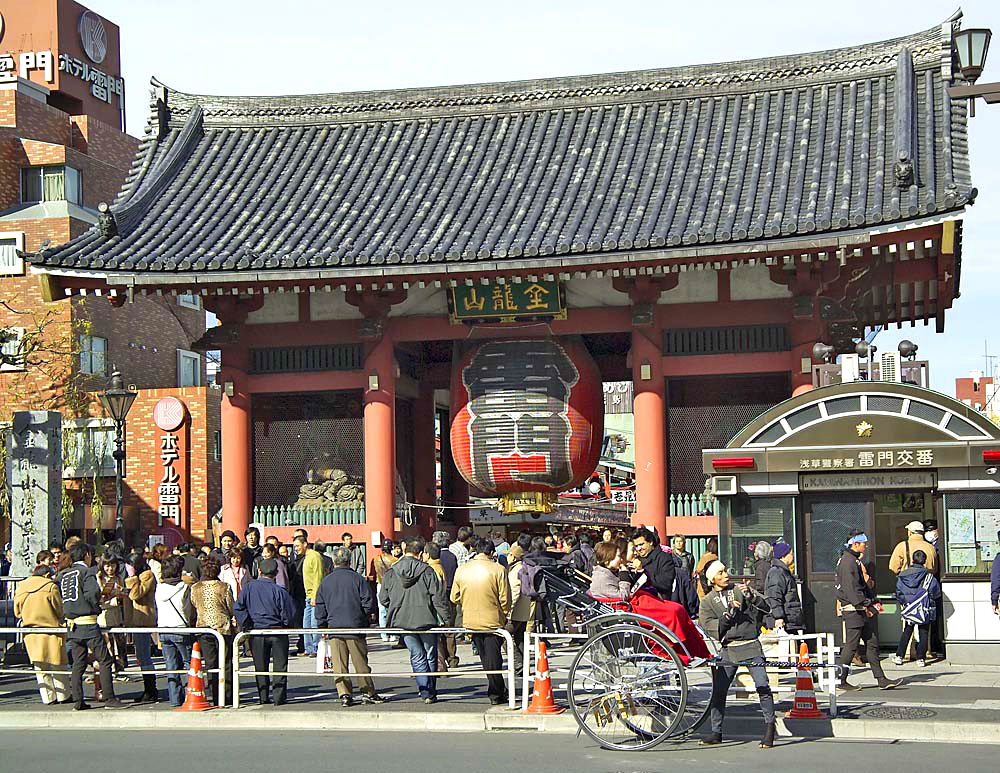
淺草寺的雷門

自古以來，淺草寺的雷門就是淺草地區的地標。明治後期，第六區中的十二層凌雲閣也十分有名，稱為淺草十二階，但在大正期間的關東大地震中毀壞。昭和初期，森下仁丹在西淺草建設廣告塔，暱稱仁丹塔，但在1986年拆除。1990年代以來，吾妻橋對岸的墨田區本所朝日啤酒本社大樓樓頂的特殊物體成為淺草知名的景色。此外，同樣對岸墨田區押上的東京晴空塔也為淺草景色增添風采。

## 歷史
有關“淺草”這個地方名稱的記載，出現於《吾妻鏡》裡1181年（即養和元年）的條目。
江戶時代的淺草還是一片廣闊的內陸地方。
到了明治時代，淺草成為了東京市的15區之一，範圍包括以淺草寺為中心的地帶。這地帶慢慢的變成了一個公園，被稱為“淺草公園”。
關東大地震之後，至第二次世界大戰之前，東武伊勢崎線通車，並通過本區。1970年代成為了東京的平民大笪地，之後日漸衰退。

### 地名由來
主要的地名說法是，過去武藏野雜草茂密，相較起來這一帶野草較為稀疏，因而稱為「淺草」。

## 觀光

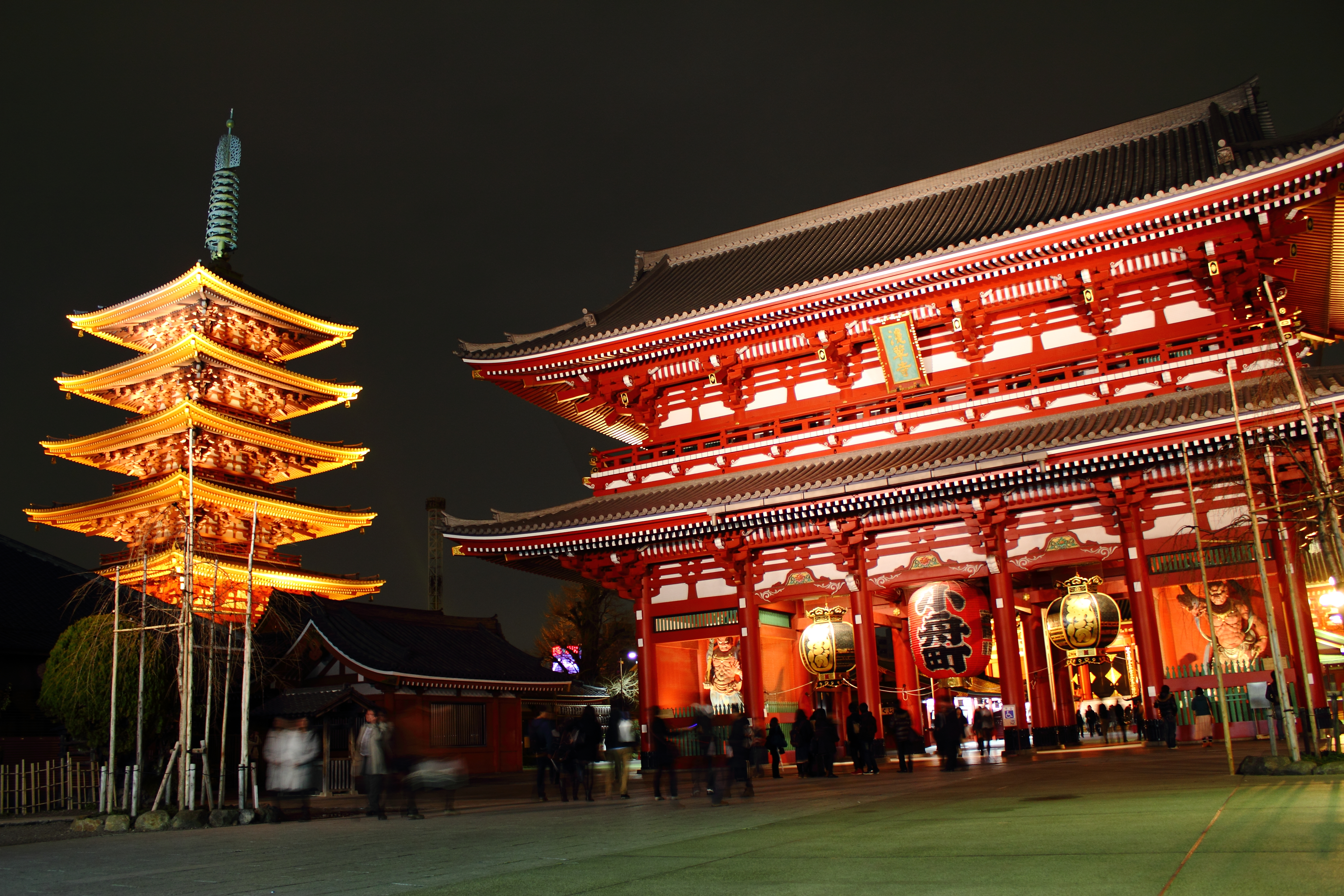
淺草寺

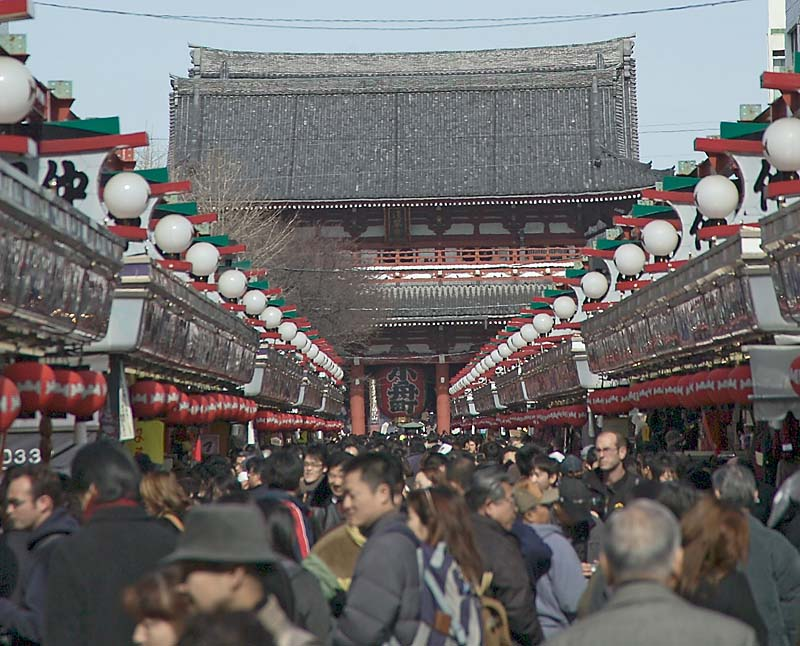
淺草寺的仲見世通

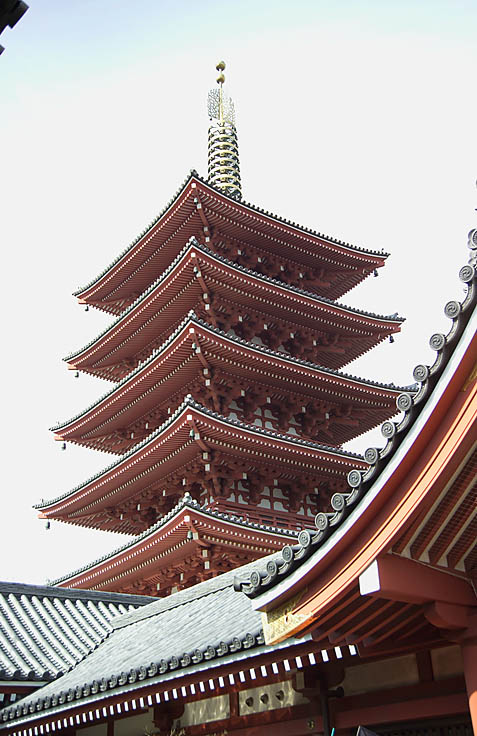
淺草寺的五重塔

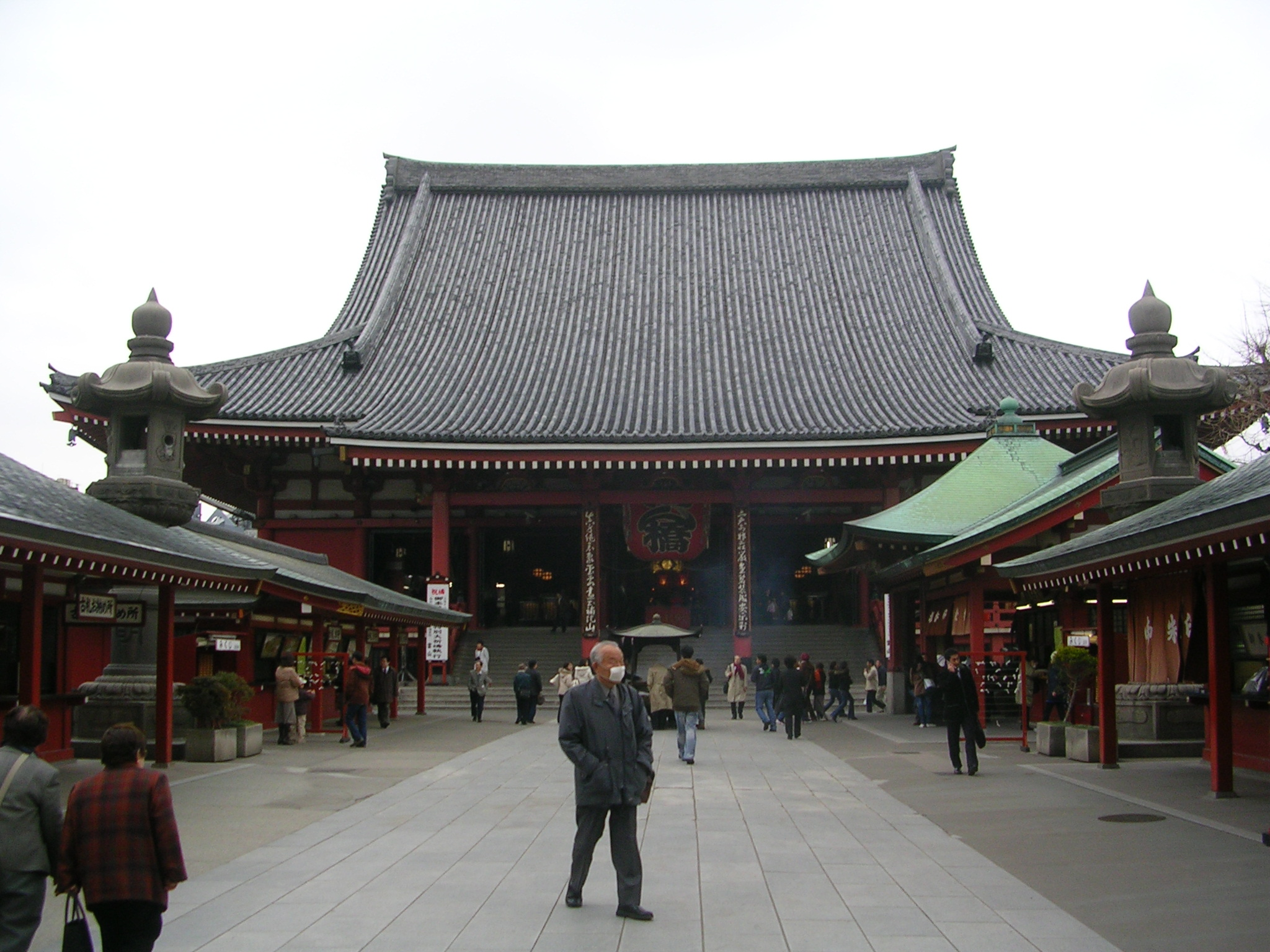
淺草寺的本堂（觀音堂）

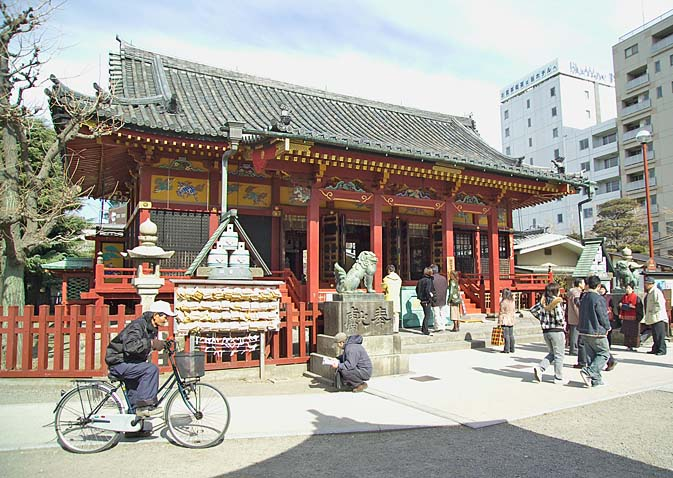
淺草神社

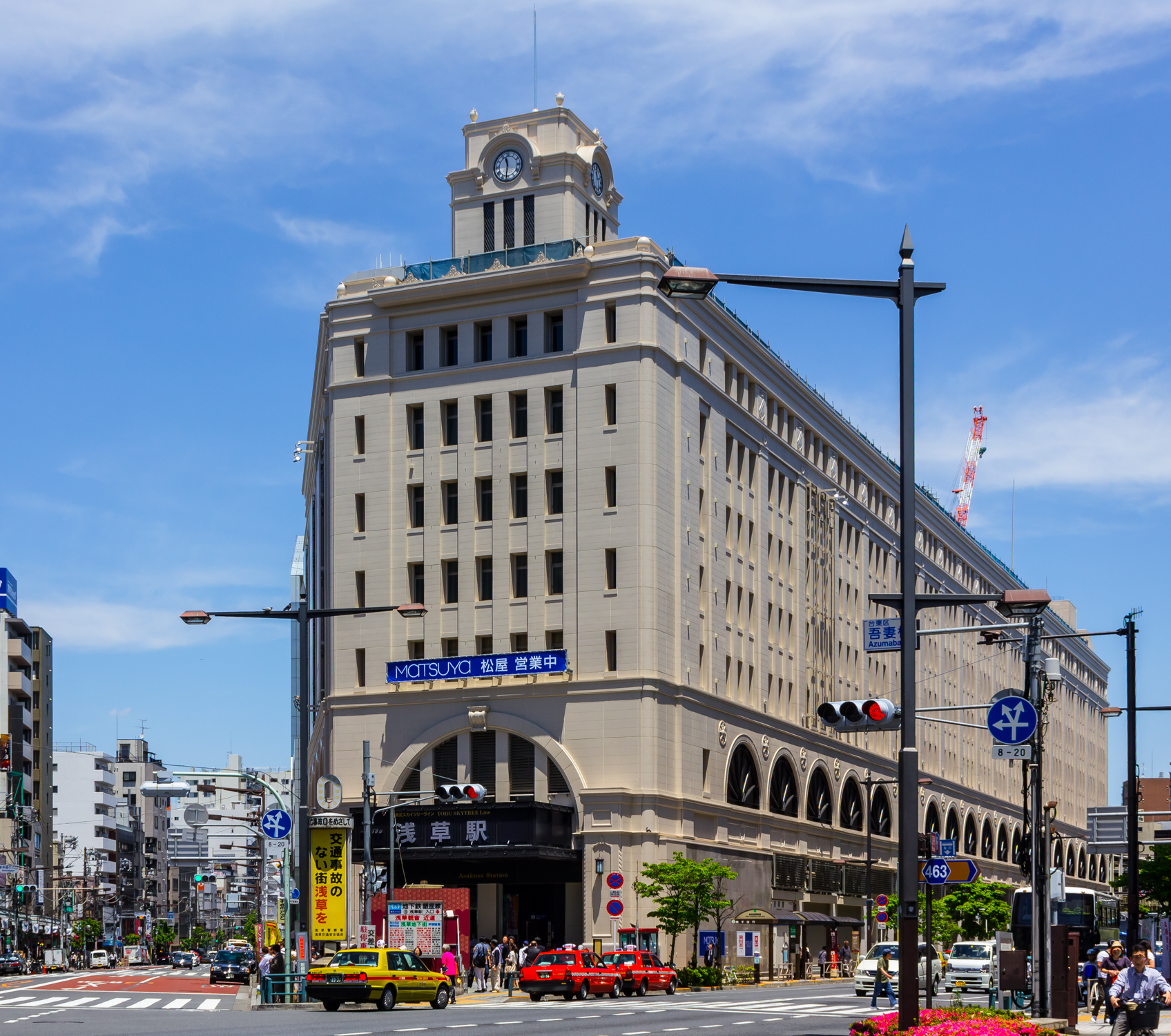
松屋淺草

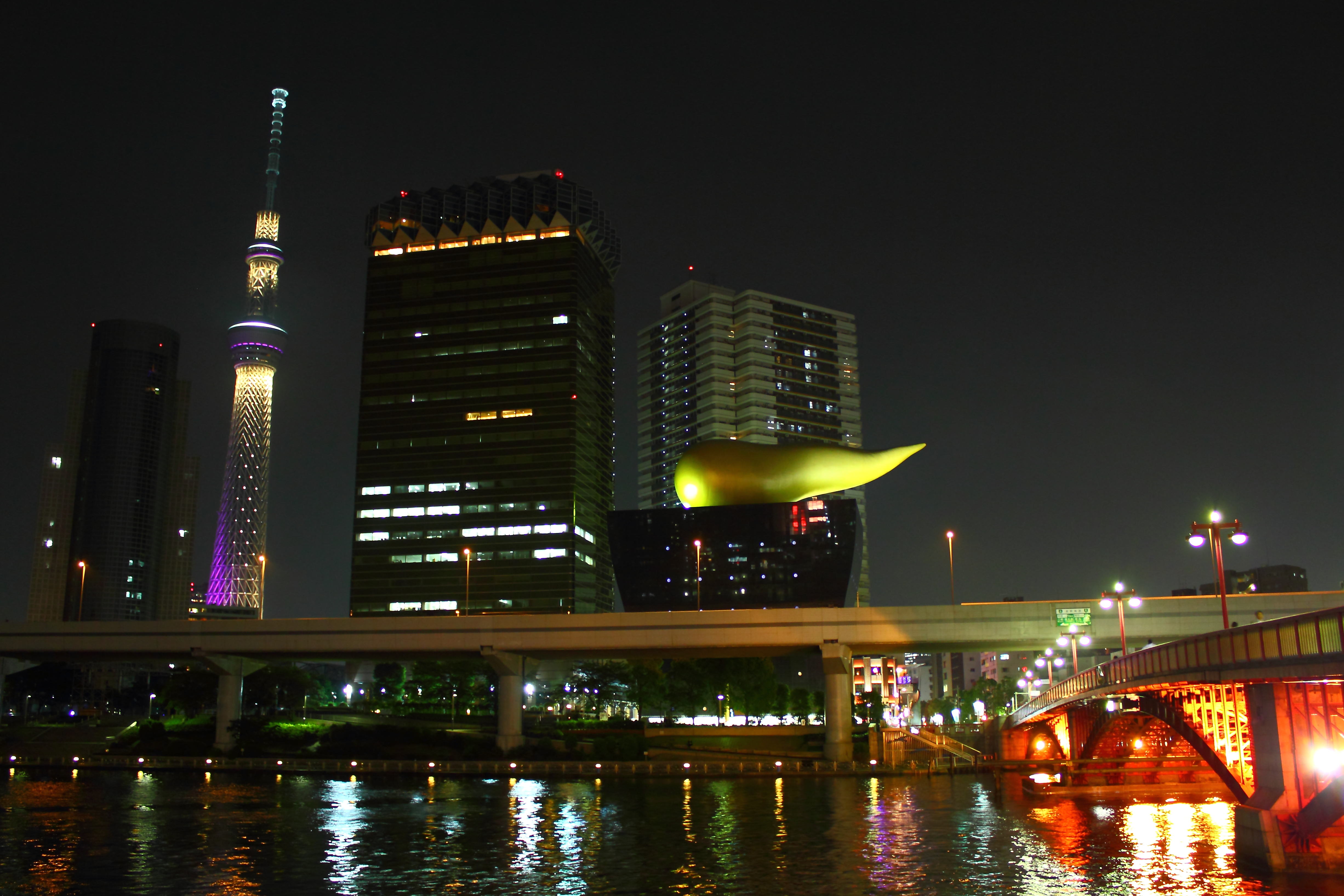
吾妻橋（淺草側）所見的東京晴空塔夜景

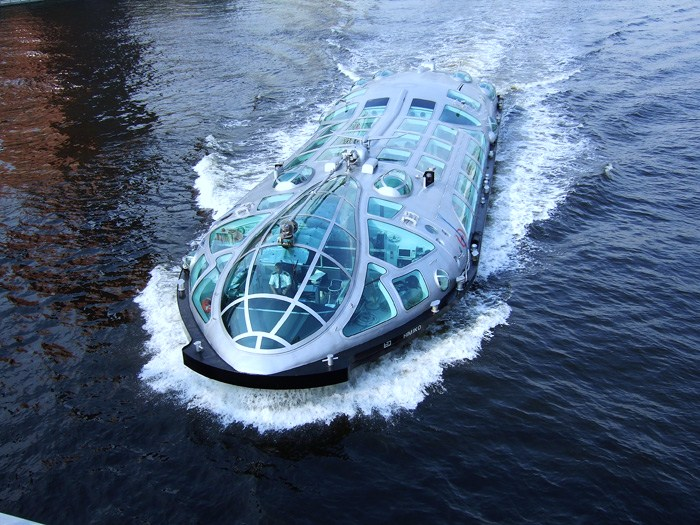
東京都觀光汽船

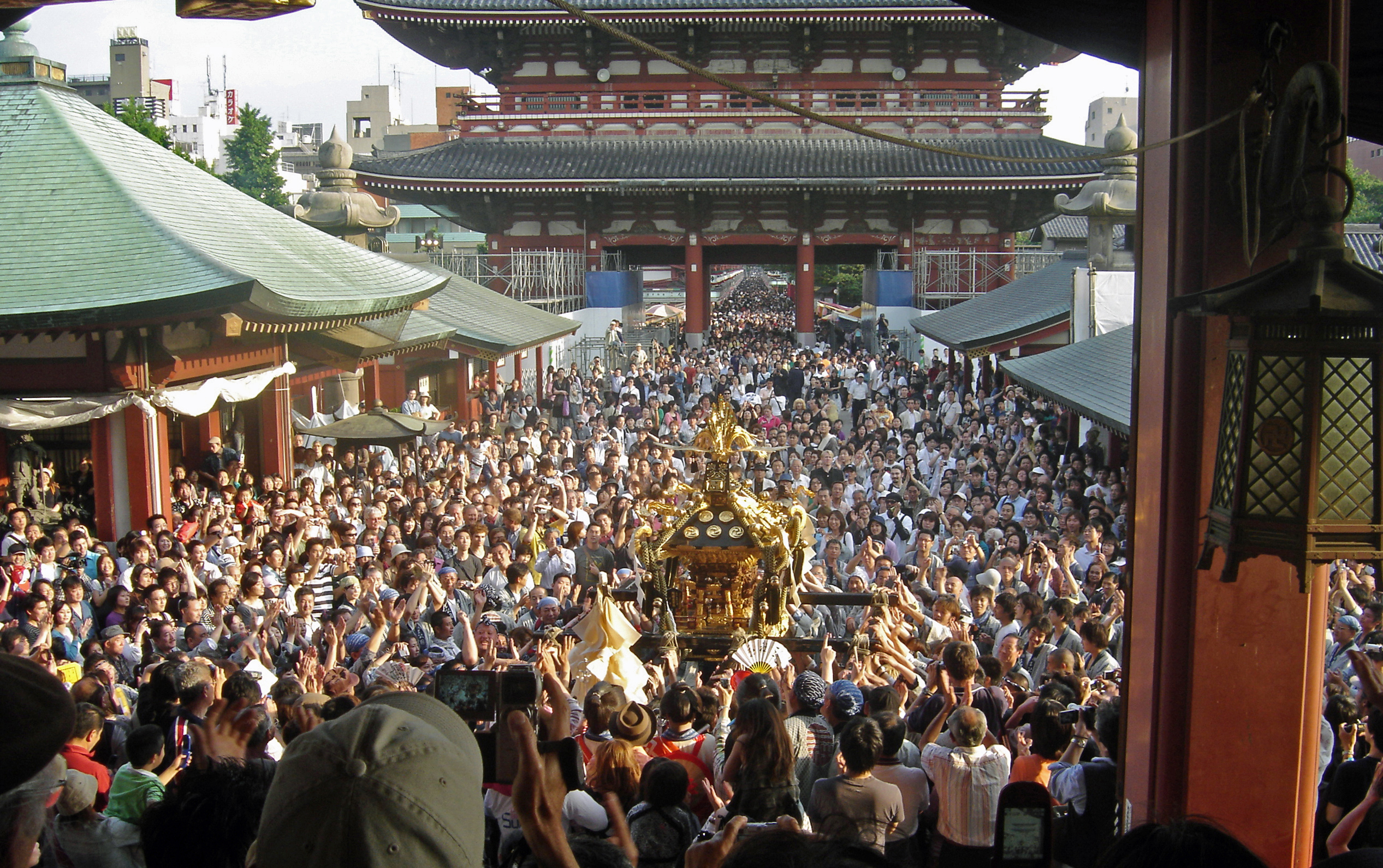
三社祭

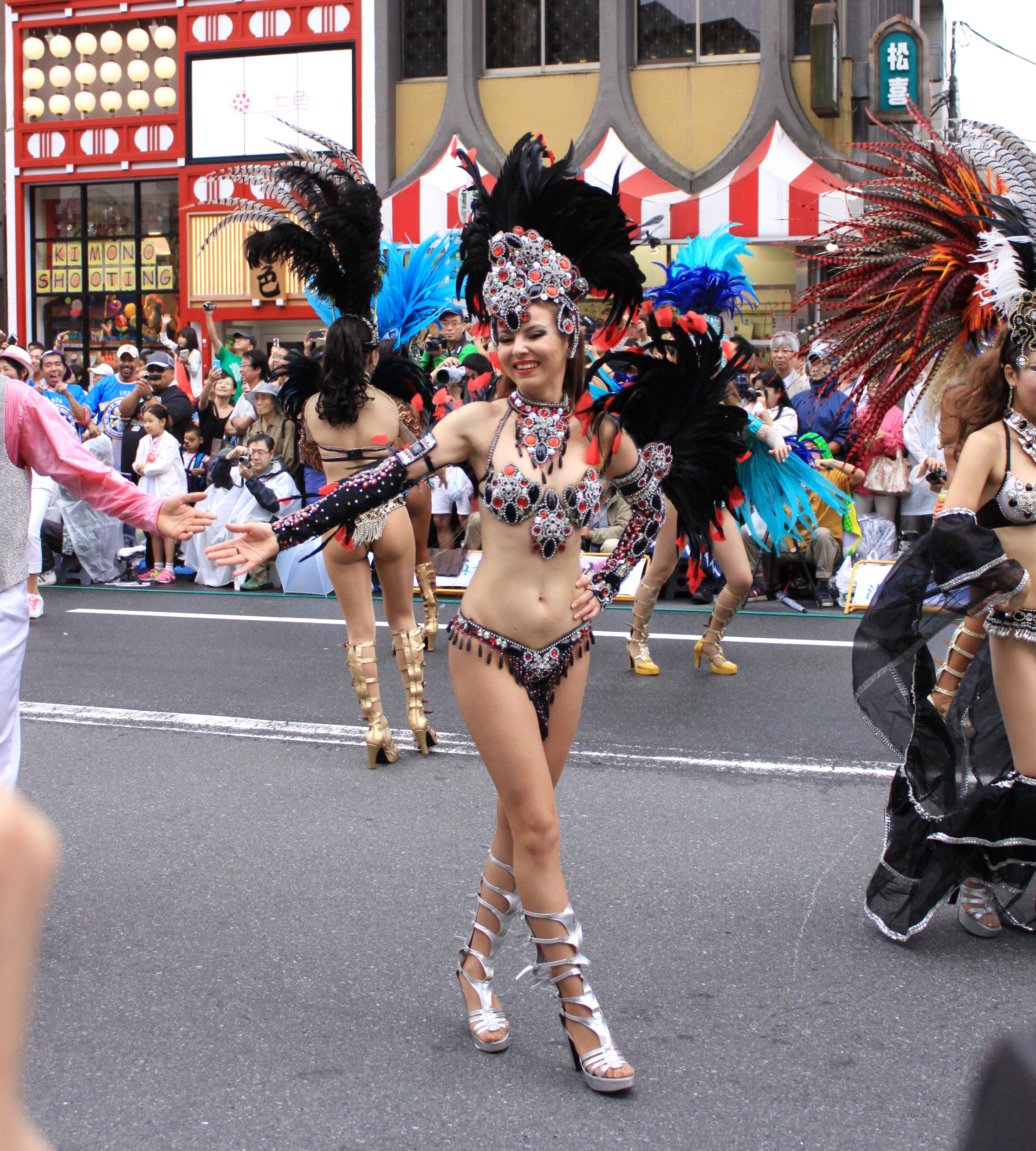
淺草桑巴巡遊

- 景點
- 淺草寺
- 淺草神社
- 傳法院
- 本龍院（待乳山聖天）
- 花屋敷
- 淺草觀音溫泉
- 淺草公園六區
  - 淺草演藝廳
  - 淺草ROX
  - Rock座（ロック座）
  - 蛇骨湯（溫泉浴場）
- 東本願寺

名產
- 隅田公園（賞花）
- 流鏑馬
- 三社祭
- 植木市
- 鬼燈市
- 酉之市
- 羽子板市
- 淺草森巴嘉年華
- 隅田川花火大會
- 仲見世通
- 合羽橋橋道具街

## 交通
鐵路
- 東京地下鐵淺草站（ 銀座線）
- 東武鐵道淺草站（ 東京晴空塔線） - 所在地：花川戶
- 東京都交通局（都營地下鐵）淺草站（ 淺草線） - 所在地：駒形
- 首都圈新都市鐵道淺草站（■筑波快線） - 所在地：西淺草

巴士
- 都營巴士
- 京成城鎮巴士（淺草～龜有，新小岩）
- 京成巴士（淺草～新小岩）
- 千葉中央巴士（淺草～滋賀、京都）
- 成田空港交通（上野、淺草～松本、長野，上野→千葉新市鎮）
- 東武巴士中央（上野～晴空塔，上野→春日部、久喜，磐城→淺草）
- 日立自動車交通（めぐりん）
- 東京空港交通（淺草～成田空港，羽田空港）
- JR巴士關東（上野、東京～富山、金澤等）
- 西日本JR巴士（上野、東京～富山、金澤）
- 新常磐交通（磐城→淺草）
- 日立電鐵交通服務（高萩、日立→淺草、上野）
- 茨城交通（水戶，勝田、東海，常陸太田、常陸大宮、大子→淺草、上野）
- 關東鐵道（水戶，筑波，岩井、水海道→淺草、上野）
- 關鐵紫巴士（猿島、岩井、水海道→淺草、上野）
- 東武巴士東（上野→柏、我孫子）
- 東北急行巴士（淺草～山形，大阪，岡山）
- 近鐵巴士（淺草～京都、大阪）
- 兩備巴士（淺草～岡山）
- ALPICO交通（上野、淺草～松本、長野）
- 弘南巴士（上野～弘前、青森）
- 國際興業巴士（上野～遠野、釜石，酒田、鶴岡）
- 岩手縣交通（上野～遠野、釜石）
- 庄内交通（上野～酒田、鶴岡）
- 哈多巴士

道路
- 淺草通（東京都道463號上野月島線）
- 江戶通（國道6號）
- 國際通（東京都道462號藏前三之輪線）
- 言問通（東京都道319號環狀三號線）
- 春日通（東京都道453號本鄉龜戶線）
- 雷門通
- 仲見世通

水上巴士
- 東京都觀光汽船 - 搭船處在吾妻橋下。（所在地：花川戶）（淺草 - 台場海濱公園、日之出棧橋 - 台場海濱公園、其他）
- 東京都公園協會 - 搭船處在櫻橋下。（所在地：今戶）

## 地区区分

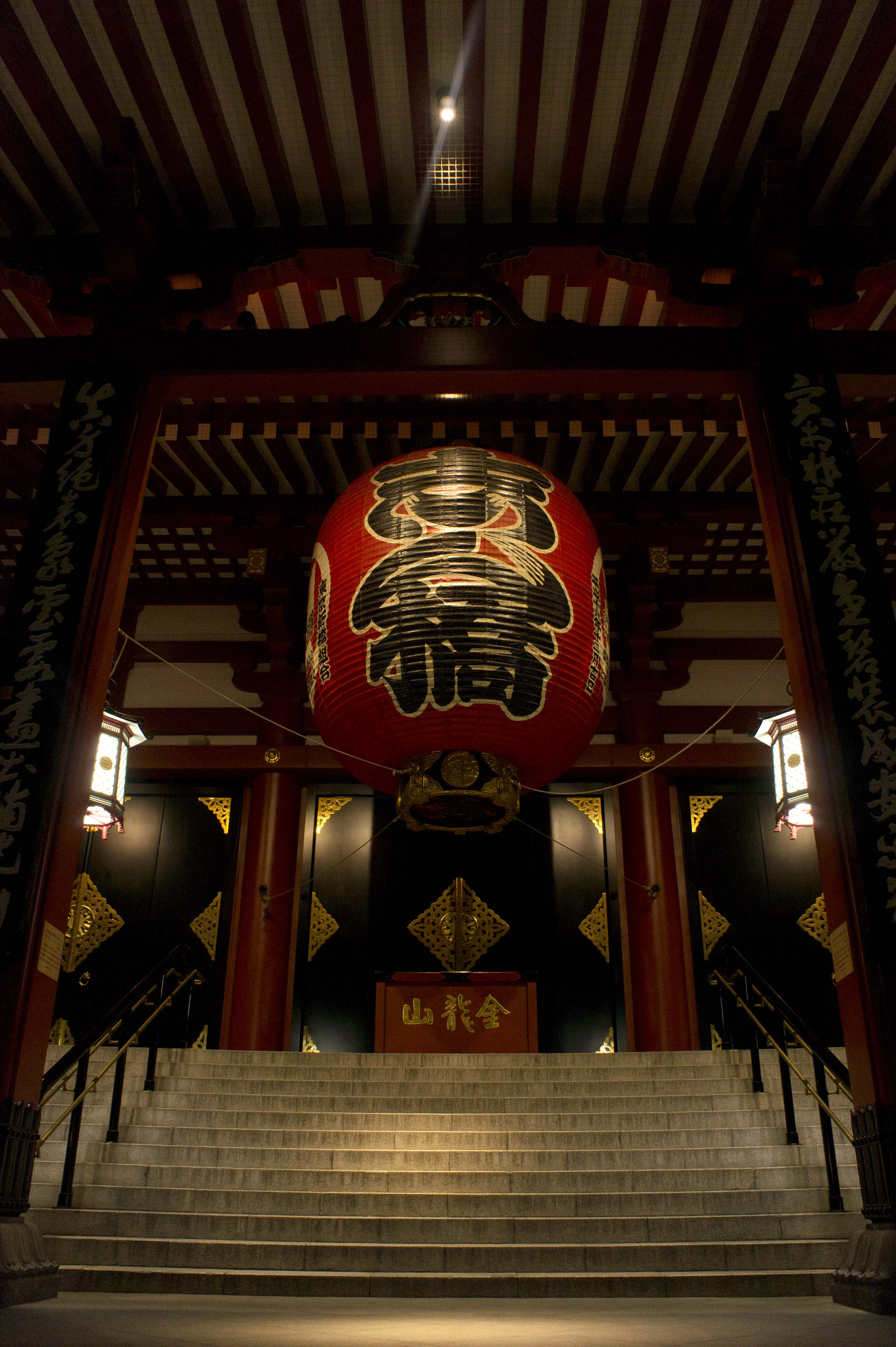
夜晚的淺草寺

- 東浅草（住宅地）
- 西浅草（商業地）
- 元浅草（繁華街）
- 浅草六区（繁華街）

## 酒店
- 浅草VISTA飯店
- 浅草豪景大飯店
- 浅草京阪酒店
- 浅草燦路都飯店

※其他小商務酒店多数

## 參看
- 淺草艺能大赏
- 淺草御藏
- 淺草纸
- 淺草文库 - 保管從江戶時代到明治時代昌平坂学问所的所有書籍的圖書馆。
- 淺草铁钱 - 為江戶幕府在淺草鑄造的貨幣。天保時期是一文錢、安政時期是四文錢。
- 心 - NHK晨間小說連續劇。淺草是外景地。
- 人形烧

## 備註
1. ↑  住民基本台帳による町丁名別世帯人口数 平成２５年８月１日現在[永久]
2. ↑  大石学. . PHP研究所. 2001年3月. ISBN 978-4569615486 （日语）.

## 外部連結
- 浅草暖簾会 （页面存档备份，存于）
- 浅草桑巴巡遊 （页面存档备份，存于）
- 三社祭 （页面存档备份，存于）